# Bathymetrinae
Bathymetrinae zijn een onderfamilie van de Antedonidae, een familie van haarsterren.

## Geslachten
- Argyrometra A.H Clark, 1917
- Bathymetra A.H. Clark, 1908
- Boleometra A.H. Clark, 1936
- Fariometra A.H. Clark, 1917
- Hathrometra A.H. Clark, 1908
- Meteorometra A.M. Clark, 1980
- Nepiometra A.H. Clark, 1917
- Orthometra A.H. Clark, 1917
- Phrixometra A.H. Clark, 1921
- Retiometra A.H. Clark, 1936
- Thaumatometra A.H. Clark, 1908
- Tonrometra A.H. Clark, 1917
- Trichometra A.H. Clark, 1908